# Hypochilidae
Die Hypochilidae sind eine Familie der Echten Webspinnen, die zwei Gattungen mit insgesamt 12 Arten umfasst. Ein älteres Synonym für die Familie ist auch Ectatostictidae. Mit ihren sehr langen Beinen und kleinen Körpern können sie leicht mit Zitterspinnen verwechselt werden. Sie bevorzugen wie diese meist wärmere Klimate und geschützte Stellen. 
Die heute anzutreffenden Vertreter dieser cribellaten Familie stammen vermutlich von bodenbewohnenden Opisthothelen des Paläozoikums ab und nehmen heute, evolutionär betrachtet, eine verbindende Stellung zwischen den beiden zu den Opisthothelen zusammengefassten Unterordnungen der Webspinnen, zwischen den Vogelspinnenartigen (Mygalomorphae) und den Echten Webspinnen (Araneomorphae) ein.

## Anatomische Besonderheiten, Evolution
Es handelt sich um die einzige Familie der Echten Webspinnen, die zwei Paar Buchlungen besitzt. Während alle Vogelspinnenartigen zwei Paar Buchlungen besitzen, ist bei allen Echten Webspinnen das hintere Paar Buchlungen zu einem Paar Fächertracheen umgebildet – nur bei den Hypochilidae nicht. Die Atemöffnungen des hinteren Paares der Buchlungen liegen seitlich am Opisthosoma (Hinterleib). Ebenso wie bei Vogelspinnenartigen hat das Herz vier Paare von Ostien.

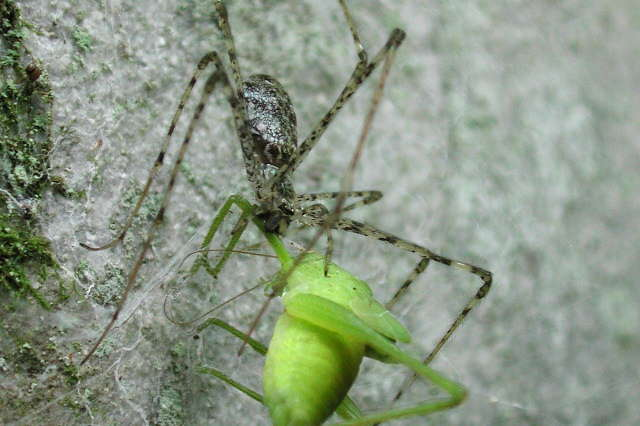
Hypochilus thorelli mit Beute

Am deutlichsten wird die Stellung der Hypochilidae als Bindeglied zwischen den orthognathen ursprünglichen Opisthothelen und den labidognathen Echten Webspinnen anhand des Baus und der Stellung der Cheliceren. Die Giftdrüsen liegen wie heute noch bei den Vogelspinnenartigen vollständig in dem Basalglied der Cheliceren. Die Stellung der Cheliceren selber nimmt am deutlichsten eine Mittelstellung ein. Die Cheliceren klappen weder wie bei den Vogelspinnen taschenmesserartig zusammen, noch arbeiten sie wie ein Greifer zueinander, sondern sind halb aufeinander zu gedreht.
Der Rückenschild des Vorderkörpers (Carapax) weist, neben der bei den meisten Webspinnen deutlichen Teilung des Vorderkörpers (Prosoma) in einen Kopfteil und in einen Brustteil, auch von der Mitte zu den Hüften ausstrahlende Furchen auf. Während die Unterscheidung von Kopfteil und Brustteil als Relikt der gemeinsamen Vorfahren der Spinnentiere und Insekten gewertet wird, ist ungeklärt, ob die ausstrahlenden Furchen auf dem Rücken des Brustteils ein Relikt einer ursprünglichen Segmentierung gesehen werden können (vgl. a. Gliederspinnen).

## Systematik

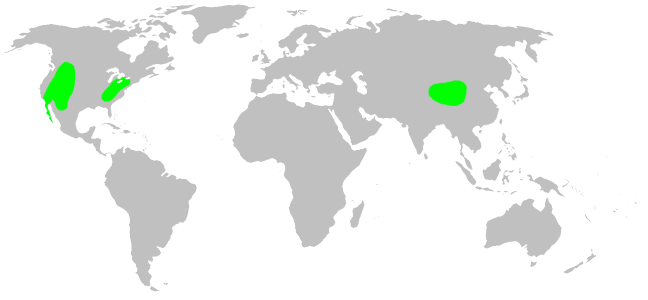
Verbreitungskarte der Hypochelidae

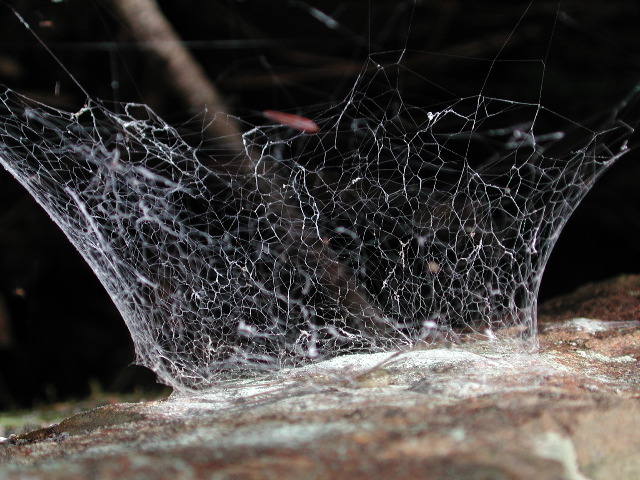
Netz einer Hypochilus-Art

### Ectatosticta
Die Gattung Ectatosticta Simon, 1892 besteht aus nur zwei Arten, Ectatosticta davidi (Simon, 1889)  und Ectatosticta deltshevi Platnick & Jäger, 2009, die in China verbreitet sind. (Stand: April 2016)

### Hypochilus
Die Gattung Hypochilus Marx, 1888 zeigt einen größeren Unterschied in ihrer Lebensweise zu den Vogelspinnenartigen als in seinen morphologischen Merkmalen. Die bekannteste Art, Hypochilus thorelli, kommt in feuchten Tälern oder Bergen im Südosten der USA vor und ist dort in Höhen zwischen 350 und 1600 m, besonders in den Great Smokey, Nantahala und den südlichen Blue Ridge Mountains, außerordentlich häufig. Sie bevorzugt schattige und feuchte Plätze unter Felsvorsprüngen, Felsbögen und an Bächen in feuchten Wäldern. 
Die Netze von Hypochilus-Arten sind selbst aus der Entfernung auffällig und können oft in Aggregationen unter Felsvorsprüngen eng aneinander gefunden werden. Sie sind wie Lampenschirme geformt, deren Oberseite an den überhängenden Felsen befestigt wird, und bestehen aus einem sehr dichten Gemasche trockener cribellater Fangseide. Die Spinne hängt kopfüber an der Unterseite ihres Netzes, so dass ihre langen Beine die Seiten ihres Abteils berühren. 
Anscheinend besitzen die Arten der Gattung Hypochilus nicht die Fähigkeit zur Autotomie und auch keine Sollbruchstellen an den Beinen, wie bei den meisten Echten Webspinnen. Die Männchen werden im Herbst geschlechtsreif und unterscheiden sich dabei nur wenig von ihren gelblichen Jugendstadien. Die männlichen Geschlechtsorgane (Bulben) sind wie die weiblichen (Epigyne) relativ unkompliziert gebaut.
Der World Spider Catalog listet für die Gattung Hypochilus 10 Arten, die alle in den USA vorkommen. (Stand: April 2016)
- Hypochilus bernardino Catley, 1994
- Hypochilus bonneti Gertsch, 1964
- Hypochilus coylei Platnick, 1987
- Hypochilus gertschi Hoffman, 1963
- Hypochilus jemez Catley, 1994
- Hypochilus kastoni Platnick, 1987
- Hypochilus petrunkevitchi Gertsch, 1958
- Hypochilus pococki Platnick, 1987
- Hypochilus sheari Platnick, 1987
- Hypochilus thorelli Marx, 1888